# Scoglio Piroso Piccolo
Lo scoglio Piroso Piccolo (in croato Mali Piruzi), insieme allo scoglio Piroso Grande conosciuti anche come scogli Marasso, è uno scoglio disabitato della Croazia, situato lungo la costa occidentale dell'Istria, a sud del canale di Leme.
Amministrativamente appartiene alla città di Rovigno, nella regione istriana.

## Geografia
Lo scoglio Piroso Piccolo si trova a sud del porto di Rovigno (luka Rovinj), nei pressi del promontorio di Montauro (Zlatni rt) e poco a est di punta Corrente (rt Kurent). Nel punto più ravvicinato dista 375 m dalla terraferma.
Il Piroso Piccolo è uno scoglio di forma irregolare che misura 65 m di lunghezza e 40 m di larghezza massima. Ha una superficie di 1298 m².

### Isole adiacenti
- Scoglio di Montauro (Muntrav), piccolo scoglio situato a nordovest dello scoglio Piroso Piccolo.
- Scoglio del Samier (Samer), altro scoglio a sud del precedente.
- Isola di Sant'Andrea (Sveti Andrija o Crveni otok), isola a ovest dello scoglio Piroso Piccolo, chiamata anche Isola Rossa.
- Maschin (Maškin), isolotto a sud di Sant'Andrea, collegato ad esso da un ponte.
- Scoglio Piroso Grande (Veli Piruzi), scoglio gemello del Piroso Piccolo, situato poco più a sudest.
- Astorga (Sturag), isolotto a sud di Maschin.
- San Giovanni (Sveti Ivan), isolotto a sud di Astorga con una forte strozzatura al centro.
- San Giovanni in Pelago (Sveti Ivan na Pučini), scoglio a sud di San Giovanni su cui si trova un faro.

### Cartografia
- (HR) Mappa topografica della Croazia 1:25000, su preglednik.arkod.hr.